# Лооне
Ло́оне (эст. Loone) — деревня в волости Кохила уезда Рапламаа, Эстония.

## География и описание
Расположена в 2,5 км к юго-востоку от волостного центра — посёлка Кохила. Высота над уровнем моря — 62 метра.
Официальный язык — эстонский. Почтовый индекс — 79831.
На территории деревни, на правом берегу реки Кейла, находится древнее городище Лооне.

## Население
По данным переписи населения 2011 года, в деревне проживали 59 человек, из них 56 (94,9 %) — эстонцы.
По данным переписи населения 2021 года, в деревне насчитывалось 72 жителя, из них 67 (93,1 %) — эстонцы.
Численность населения деревни Лооне по данным переписей населения:
| Год  | 2000 | 2011 | 2021 |
| ---- | ---- | ---- | ---- |
| Чел. | 57   | ↗ 59 | ↗ 72 |

## История
Эстонские крепости стояли на обоих берегах реки Кейла в XII веке. Крепость Лоху по-эстонски называется Lohu linnus или vanem linnus («Старая крепость»); форт Лооне называется Loone linnus или Jaanilinn («крепость Святого Иоанна»). Генрих Латвийский рассказывает в своей хронике, что в начале XIII века на форт несколько раз нападали войска Ордена братьев меча. В 1223 году форт пал после двухнедельной осады. Площадь форта составляла 1.5 га, внутреннего двора — 6500 м²; форт не сохранился. Два бывших форта соединяет деревянный мост.
Район на правом берегу Кейлы не отделялся от Лоху до 1977 года, когда ему было присвоено название форта: Лооне. На территории Лооне были расположены следующие населенные пункты: Каривере, Рабакюла и Юлейыэ. После 1977 года эти названия вышли из употребления.
Деревня Лооне была основана в 1977 году из хуторов бывшей мызы Лоху, расположенных на восточном берегу реки Кейла.

## Галерея

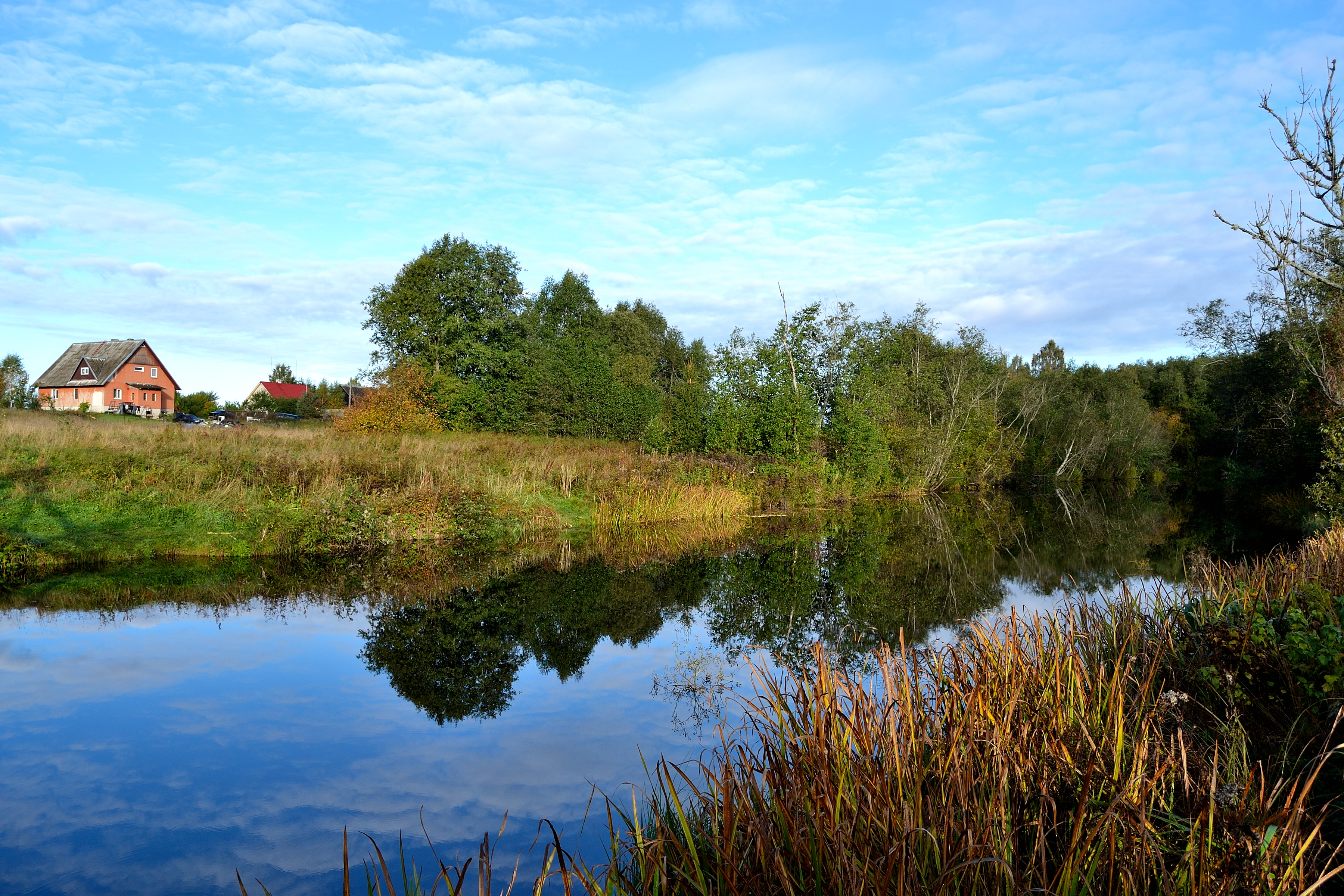
Река Кейла у Лооне
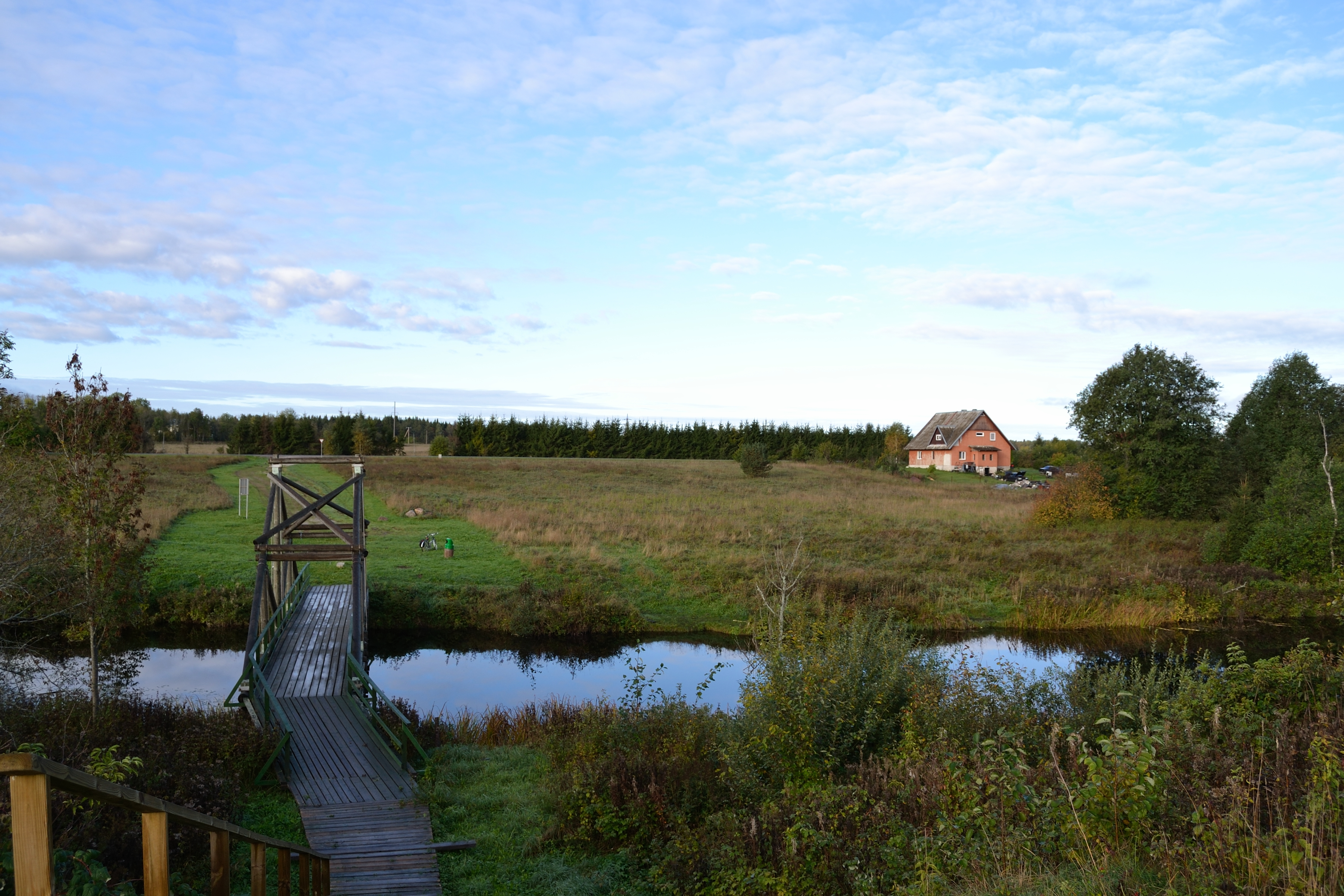
Мост между фортами
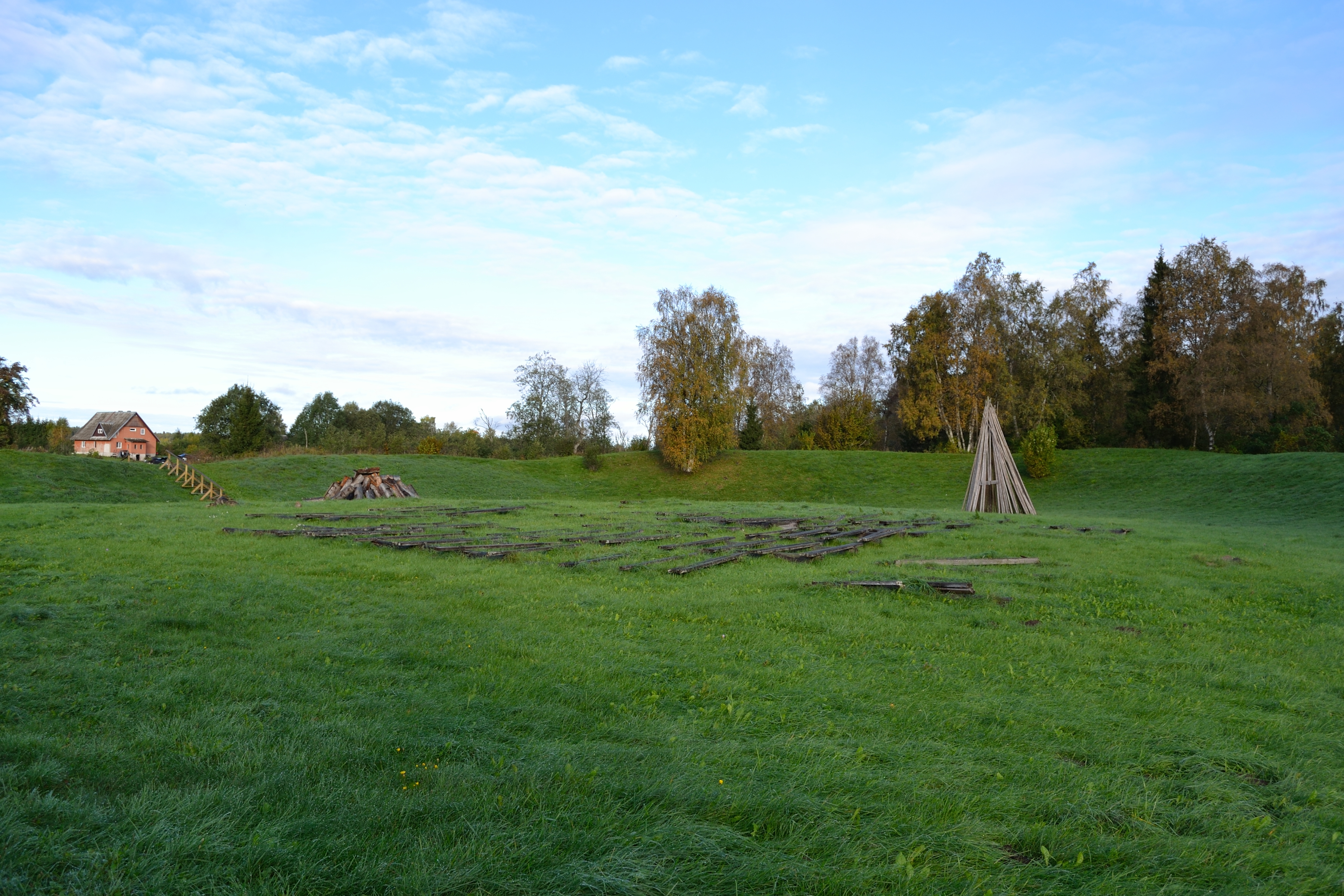
Территория бывшего форта со скамейками для слушателей певческих представлений
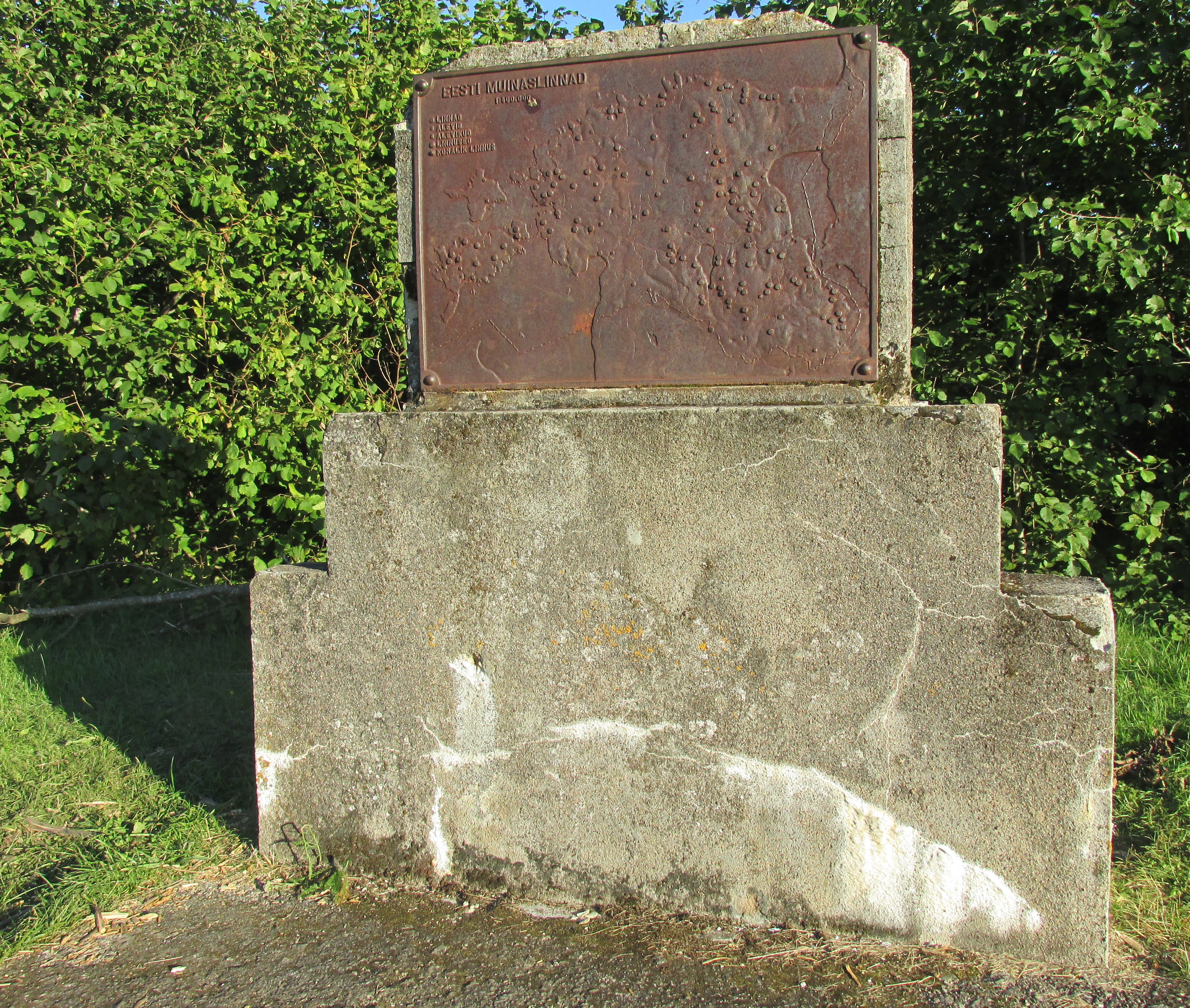
Обзорная карта замков Эстонии